# Explantation
Unter Explantation, von lateinisch explantatio für „(Her-)Auspflanzung“, versteht man in der Transplantationsmedizin die Operation, bei der ein oder mehrere Organe entnommen werden, um sie einem anderen Individuum zu implantieren oder zur Gewebezüchtung in eine Nährlösung zu übertragen (Gewebekultur).
Der Begriff wird auch für das operative Entfernen bereits implantierter Organe oder Medizinprodukte (Schrauben, Platten, künstliche Gelenke oder aktive Geräte wie Schrittmacher, Defibrillatoren, Brindleys) verwendet.
Explantationen werden unter den gleichen Bedingungen wie andere Operationen durchgeführt.

## Explantation zur Gewebezüchtung
Der Gynäkologe Konrad Heim (* 1890) wies anhand von Gebärmutterschleimhaut 1926 erstmalig nach, dass bei der Explantation (im Sinne von Gewebszüchtung auf Kulturen) nicht nur embryonales, sondern auch Funktionsgewebe des ausgereiften menschlichen Organismus zum Wachstum gebracht werden kann.

## Explantation bei Organspende
Die Explantation im Rahmen einer Organspende in Deutschland verläuft unterschiedlich, je nachdem, ob es sich um eine Lebendspende oder die Organentnahme bei einem Hirntoten handelt.
Im Falle einer Organspende bei Hirntoten besteht das Operationsteam aus Mitarbeitern der Deutschen Stiftung Organtransplantation (Entnahmechirurgen, Koordinator und Perfusionsdienstmitarbeiter) sowie dem Anästhesieteam und OP-Pflegekräften des Entnahmekrankenhauses. Bei Multiorganentnahmen können mehrere Teams beteiligt sein. Das Entnahmeteam der DSO sorgt für die Ausstattung, die für eine optimale Entnahme, Konservierung und den Weitertransport notwendig ist: spezielle Instrumente, Perfusionslösungen, steriles Eis, steriles Verpackungsmaterial und Organtransport-Boxen.

### Explantation bei Lebendspende
Als Organe zur Lebendspende eignen sich Niere und Leber, bei letzterer ist aber nur eine Teilspende möglich, um das Leben des Spenders nicht zu gefährden. Der in der Regel gesunde Spender stammt meistens aus dem engeren Familienkreis. Der Vorteil bei Organspende von Verwandten besteht in der Übereinstimmung von Spender- und Empfängergewebeantigenen, damit fällt das Risiko der Transplantatabstoßung geringer aus. Die Operationen zur Explantation wie auch zur nachfolgenden Transplantation finden im selben Transplantationszentrum statt. Dadurch ist das zu übertragende Organ (im Vergleich zum Spendeorgan eines Hirntoten) nur kurze Zeit nicht durchblutet und seine Funktionsfähigkeit weniger gefährdet.
Bei Spende einer Niere wird bevorzugt die linke Niere entnommen. Die Nephrektomie kann auch laparoskopisch erfolgen.
Die Spende von Lebergewebe besteht in der Regel in einer Hemihepatektomie rechts, welche gegebenenfalls um ein Gefäßinterponat aus der Vena saphena magna erweitert wird, um das Leberteilstück an die arterielle Blutversorgung des Empfängers anschließen zu können.
Während der Explantation wird der Lebendspender u. a. mittels ZVD- und invasiver Blutdruckmessung überwacht. Ein zu hoher zentraler Venendruck kann bei Hypervolämie auftreten, damit steigt die Gefahr für ein interstitielles Ödem und das Thromboserisiko der Lebergefäße.
Das größte Risiko für den Lebendspender ist der Verlust größerer Blutmengen. Da der Eingriff aber gut vorbereitet werden kann, hat der Spender im Vorfeld die Möglichkeit, eigenes Blut abzugeben (Eigenblutspende), welches bei Notwendigkeit anstelle von Fremdblut transfundiert wird.

### Explantation bei Organspende nach diagnostiziertem Hirntod
Voraussetzung für die Entnahme lebenswichtiger Organe ist in vielen Ländern eine korrekte Hirntod-Diagnostizierung beim Spender; in manchen Ländern genügt dazu das Herztodkriterium.
In Deutschland gilt der Hirntod als Todesfeststellung vor Organentnahme. Der Spender wird bis zur Explantation im Rahmen der organprotektiven Intensivtherapie weiter auf der Intensivstation überwacht und versorgt. Ziel dabei ist insbesondere, die optimale Funktion seiner transplantierfähigen Organe zu erhalten. Ohne intensivmedizinische Interventionen würde es bei einem hirntoten Menschen innerhalb weniger Minuten zu einem Herz-Kreislauf-Stillstand mit folgendem Absterben sämtlicher Organe kommen.

#### Vorbereitung
Vor und während der Explantation wird der Spenderkörper wie bei jeder anderen Operation überwacht und gegebenenfalls therapiert. In der Regel wird keine Narkose, sondern nur eine Muskelrelaxation durchgeführt, da davon ausgegangen wird, dass bei Hirntod kein Schmerzempfinden vorhanden ist. Vorrangig für die Anästhesie ist die Ausschaltung des vegetativen Nervensystems im Rückenmark. Je nach Absprache mit dem Entnahmeteam wird während der Explantation die Gabe von Heparin, Vasodilatatoren, Corticoiden und anderen Medikamenten durchgeführt.
Zur Entnahme sämtlicher transplantationfähiger Organe wird der Spender mit abgespreizten Armen auf den Rücken gelagert. Der Hautschnitt führt von der Fossa jugularis (Drosselgrube zwischen den Schlüsselbeinen) bis zum Os pubis (Schambein); das Sternum (Brustbein) und das Abdomen (Bauchraum) werden geöffnet. Bei diesem Vorgang werden spinale Reflexe aktiviert, was die Ausschüttung endogener Katecholamine bewirkt. Innerhalb von etwa 15 Minuten nach der Sternotomie steigt der Katecholaminplasmaspiegel auf nahezu das 50-Fache seiner Ausgangswerte, dadurch erhöhen sich der Blutdruck und die Herzfrequenz. Er fällt im weiteren Verlauf wieder etwas ab, erreicht aber nicht mehr die Ausgangswerte.

#### Organpräparation und Perfusion
Die zu entnehmenden Organe werden freipräpariert, so dass eine erste Begutachtung bezüglich ihrer Transplantationseignung erfolgen kann. Gleichzeitig eröffnet ein Herzchirurg das Pericard (Herzbeutel) und präpariert die großen Gefäße frei. Hierbei kann es aufgrund von Blutdruckabfall oder Herzrhythmusstörungen zu einer defibrillationspflichtigen Situation kommen. Die Aorta abdominalis, Aorta ascendens und die Arteria pulmonalis werden kanüliert, anschließend werden die Vena cava inferior und -superior sowie das Auricula atrii (Herzohr) links geöffnet. Die Aorta abdominalis wird oberhalb des Truncus coeliacus (Bauchhöhlenstamm) abgeklemmt. Ab jetzt beginnt die Ischämie. Es erfolgt eine Druckperfusion (Durchspülung) der Organe mit kalter Konservierungslösung über die Aorta abdominalis, eine herzmuskellähmende Lösung wird über die Aortenwurzel zugeführt. Durch diese Vorgänge kommt es zu einem Kreislaufstillstand des Spenders, welcher in dieser Phase der Operation erwünscht ist. Eine schnelle Absenkung der Körpertemperatur wird zusätzlich durch Übergießen des geöffneten Körpers mit eiskalter Kochsalzlösung oder zerdrücktem Eis (jeweils steril) erzielt. Damit wird die warme Ischämiezeit abgekürzt. Die anästhesiologischen Maßnahmen werden eingestellt; nur bei geplanter Entnahme der Lunge wird diese weiter beatmet, um durch die regelmäßige Entfaltung die Bildung von Atelektasen zu vermeiden und eine gleichmäßige Konservierungsmittelverteilung zu erzielen.

#### Organentnahme
Als erstes werden Organe des Thorax (Brustkorb) entnommen, die Lunge dabei in geblähtem Zustand und mit luftdicht verschlossener Trachea (Luftröhre). Die Lunge (wie auch das Herz) tolerieren nur eine kurze Ischämiezeit, daher verlässt das entsprechende Entnahmeteam den OP schon vor Abschluss der abdominellen Explantationen, um einen schnellstmöglichen Ablauf der anstehenden Transplantation zu gewährleisten.
Als Nächstes werden die abdominellen Organe entfernt. Vorher wurde festgelegt, ob die Organdissektion in situ (innerhalb des Körpers) erfolgen soll, oder eine En-bloc-Entnahme mit nachfolgender Ex-situ-Dissektion (zum Beispiel wird bei einem Leber-Splitting meistens die Ex-situ-Methode gewählt, wenn dies ein erfahrener Leberchirurg durchführt).
Die Organe werden in die dafür vorgesehenen speziellen Transportbehälter gepackt und von autorisierten Transportdiensten zügig in die entsprechenden Transplantationszentren gebracht.

#### Abschluss
Am Ende der Organentnahme werden Tubus und weitere Zugänge aus dem Spenderkörper entfernt. Thorax und Abdomen werden verschlossen und verbunden, der Blasenkatheter gezogen, der Körper gewaschen. Der Leichnam soll den Operationssaal in einem würdigen Zustand verlassen und für eine eventuell gewünschte Aufbahrung vorbereitet sein. Angehörige erhalten nun die Gelegenheit zur Abschiednahme.

## Explantation von Medizinprodukten
Implantierte Medizinprodukte (wie Herzschrittmacher, Defibrillatoren, Schrauben, Platten, Portkatheter) können oder müssen in bestimmten Situationen wieder entfernt werden, beispielsweise bei Schadhaftigkeit, Infektion oder wenn sie nicht mehr benötigt werden. Je nachdem, wo sich das Implantat befindet oder aus welchem Grund explantiert wird, fällt der entsprechende Eingriff mehr oder weniger aufwändig aus. Viele Eingriffe finden ambulant statt, dazu ist eventuell eine Kurznarkose oder sogar nur eine lokale Betäubung notwendig. Die Entfernung eines Brustimplantates bedarf allerdings eines operativen Eingriffes unter Vollnarkose.
Vor einer Feuerbestattung müssen bestimmte Geräte vom Amtsarzt oder vom Bestatter (nach der Leichenschau) entfernt werden, da sonst Schäden für die Umwelt oder an einer Verbrennungsanlage entstehen könnten. Nur bei infektiösen Verstorbenen unterbleibt diese Maßnahme aus Infektionsschutzgründen.